# Rừng Sa La Song Thọ
Rừng Sa La Song Thọ (Tiếng Pali: Yamakasālā, hay rừng Tha La Song Thọ, còn gọi là song thọ Sa la lâm tiếng Trung: 雙樹娑羅林) là khu rừng cây sa la (Shorea robusta) nổi tiếng trong lịch sử Phật giáo, nơi Thích Ca Mâu Ni nhập Niết-bàn ở tuổi 80. Địa danh này tọa lạc gần thành cổ Câu Thi Na (Kusinagara, nay thuộc thị trấn Kushinagar của Ấn Độ) – kinh đô bộ tộc Malla thời cổ đại. Theo kinh điển, Thích Ca Mâu Ni đã nhập Niết-bàn tại đây vào khoảng thế kỷ V TCN, biến nơi này thành một trong bốn thánh địa hành hương quan trọng nhất của Phật giáo. Vì vậy trong một vài tài liệu, địa danh này được viết là rừng Sa La Song Thọ gần Câu Thi Na hay là rừng Câu Thi Na.

## Lịch sử

### Sự kiện Phật nhập Niết Bàn

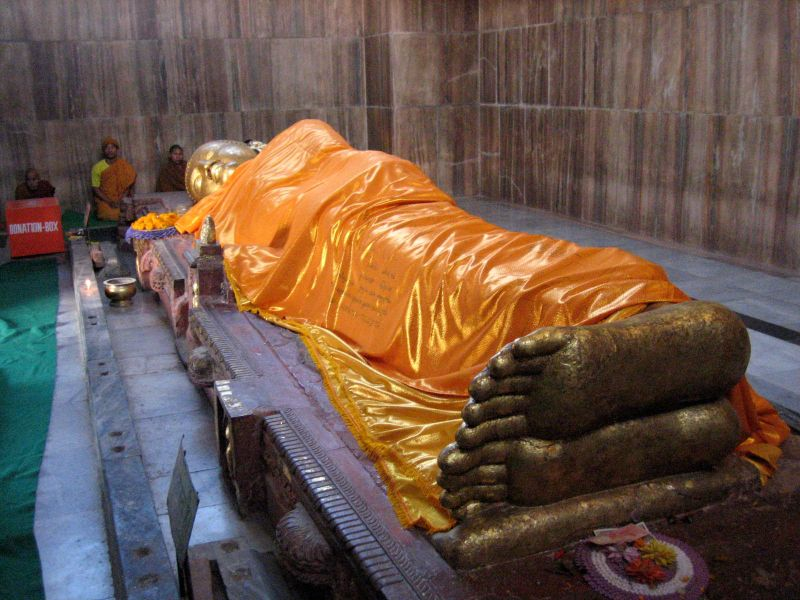
Tượng Phật Nhập Niết Bàn trong chùa Đại Niết Bàn tại khu vực Kushinagar, Uttar Pradesh, Ấn Độ. Tượng có niên đại gần thế kỷ thứ 5, trên địa điểm xưa là rừng Sa La Song Thọ.

Theo Trường Bộ kinh Đại Bát Niết-bàn (Mahāparinibbāṇa Sutta), vào năm cuối cùng trước khi nhập diệt, Thích Ca Mâu Ni tuyên bố với Tôn giả A-nan và các Tỳ-kheo rằng ba tháng sau sẽ nhập Niết-bàn tại xứ Câu-thi-na. Rời thành Tỳ-xá-ly (Vaishali), Thích Ca Mâu Ni cùng các đệ tử đi qua Pava, nơi ông thọ bữa ăn cuối cùng do thợ rèn Thuần-đà (Chunda) dâng cúng. Sau đó, đến khu rừng Sa La Song Thọ ở ngoại ô thành Câu-thi-na, bên bờ sông Hi-ra-ni (Hiranyavati), và chọn nơi này làm chỗ nhập diệt.
Thích Ca Mâu Ni nằm xuống giữa hai cây sa la lớn, đầu hướng về phương bắc, mặt xoay về hướng tây, rồi nhập diệt sau khi dặn dò những lời cuối cùng: "Các pháp hữu vi đều vô thường, hãy tinh tấn lên để giải thoát."

### Lễ trà tỳ và phân chia xá lợi
Sau khi Thích Ca Mâu Ni nhập Niết-bàn, thi hài được bộ tộc Malla cử hành lễ trà-tỳ (hỏa táng) theo nghi thức dành cho Chuyển luân Thánh vương. Người dân khắp nơi kéo về chiêm bái kim thân suốt 6 ngày, đến ngày thứ 7 mới cử hành lễ hỏa táng tại đài hỏa thiêu Mukutabandhana (sau này gọi là tháp Ramabhar). Để tránh tranh chấp, bộ tộc Malla đã đồng ý phân chia xá lợi làm tám phần bằng nhau cho đại diện tám quốc gia thỉnh về xây tháp phụng thờ. Riêng tại chỗ hỏa thiêu, người Malla cũng xây một bảo tháp để lưu giữ tro cốt còn lại.
Vua A Dục sau đó được cho là đã dựng một trụ đá và xây tháp tại Kushinagar để tưởng niệm sự kiện nhập diệt. Thời vương triều Gupta (thế kỷ IV-VII), ngôi tháp này được mở rộng quy mô và một ngôi đền có tượng Phật nhập Niết-bàn được dựng bên cạnh.

### Ghi chép của các nhà hành hương
Đến thế kỷ VII, nhà sư Huyền Trang đến viếng nơi đây đã ghi nhận khung cảnh hoang tàn, chỉ còn thấy một số di tích bao gồm tháp Niết-bàn và tượng Phật nằm. Từ sau thời đó, Kushinagar dần suy tàn và bị quên lãng trong nhiều thế kỷ. Mãi đến giữa thế kỷ XIX, các nhà khảo cổ người Anh như Alexander Cunningham mới xác định lại vị trí thành cổ Kushinagar dựa trên khảo cứu di chỉ.
Năm 1876, nhà khảo cổ J. D. M. Carlleyle khai quật khu vực tháp Niết-bàn, phát hiện một tượng Phật nhập Niết-bàn dài hơn 6 mét cùng phần nền của ngôi tháp cổ. Đến đầu thế kỷ XX, hòa thượng người Miến Điện là Chandramani đã vận động chính quyền thuộc địa cho phép trùng tu thánh tích này. Năm 1956, chính quyền Ấn Độ xây dựng lại chùa Đại Niết-bàn (Mahaparinirvana Temple) trên nền chùa cổ để kỷ niệm Phật lịch 2500.

## Đặc điểm địa lý
Khu rừng Sa La Song Thọ nguyên thủy nằm ở ngoại ô kinh thành cổ Câu-thi-na, bên bờ sông Hi-ra-ni (Hiranyavati) thuộc vùng đồng bằng sông Hằng ở Bắc Ấn Độ. Ngày nay, địa điểm này thuộc địa phận thị trấn Kushinagar, huyện Kushinagar, bang Uttar Pradesh, cách thành phố Gorakhpur khoảng 50–53 km về phía đông. Vào thời Thích Ca Mâu Ni, khu vực Kushinara được mô tả là một thành phố nhỏ, vắng vẻ, bao quanh bởi rừng cây. Cây sa la (Shorea robusta) là loài thực vật phổ biến mọc thành rừng ở vùng này. Hai cây sa la được gọi là "song thọ" vì cùng lớn lên cạnh nhau, tỏa bóng xuống chỗ Thích Ca Mâu Ni nằm.

## Ý nghĩa văn hóa và tôn giáo

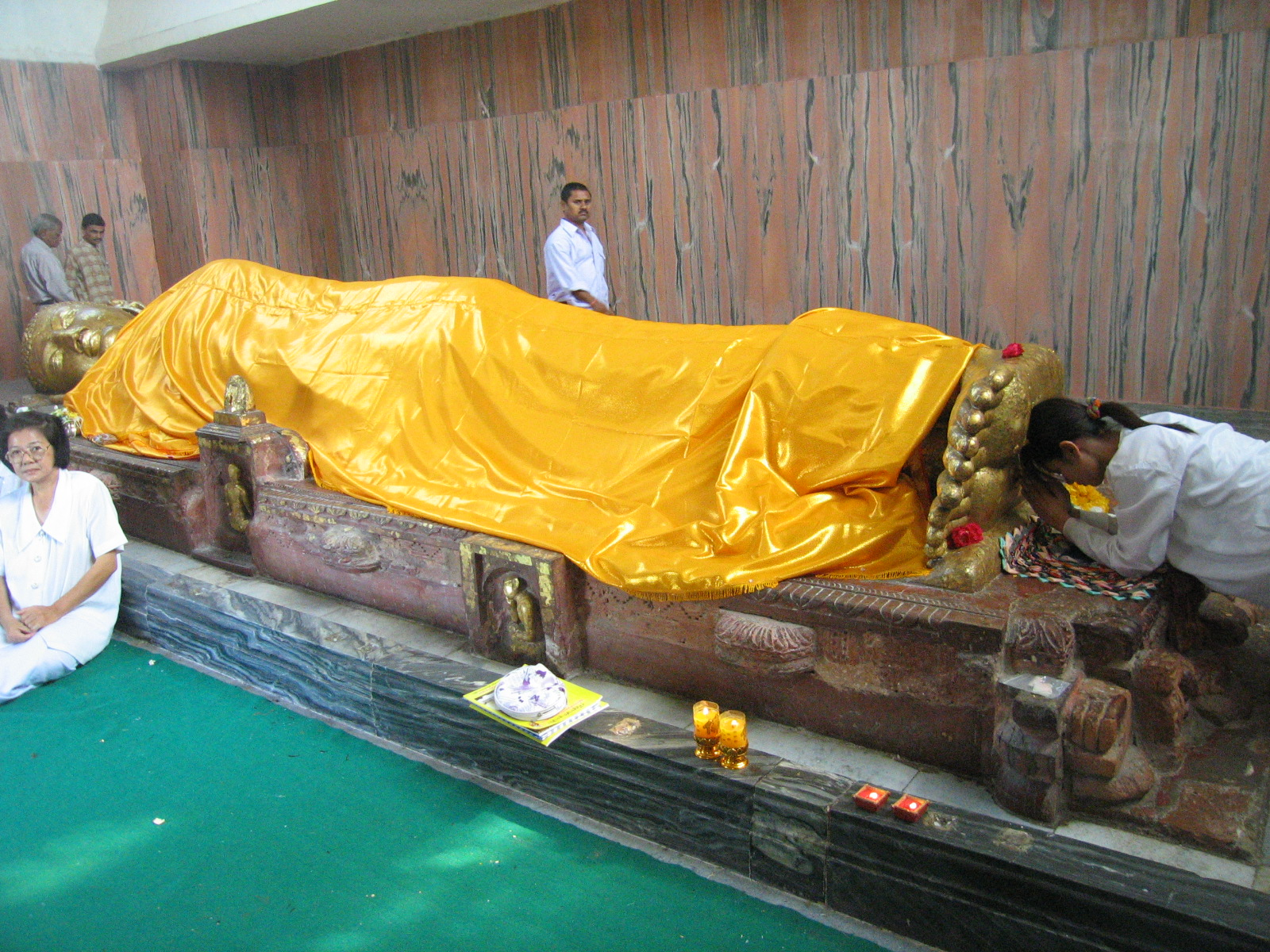
Phật tử cầu nguyện tại tượng Phật Nhập Niết Bàn trong chùa Đại Niết Bàn.

Đối với tín đồ theo đạo Phật, rừng Sa La Song Thọ mang ý nghĩa thiêng liêng vì gắn liền với sự kiện nhập Niết-bàn – thời điểm chấm dứt hành trình hoằng hóa trên thế gian và cũng là sự kiện mở đầu việc phân chia xá lợi để tôn thờ.
Bốn nơi đản sinh, thành đạo, chuyển pháp luân và nhập Niết-bàn đều được coi là đáng chiêm bái, tưởng niệm. Rừng Sa La Song Thọ (Kushinagar) vì thế trở thành một trong những địa điểm hành hương quan trọng nhất, cùng với Lâm-tỳ-ni, Bồ Đề Đạo tràng và Lộc Uyển, thường được gọi chung là "Tứ Động Tâm".

## Cây Sa la
Cây Sa la (Shorea robusta) thuộc họ Dầu (Dipterocarpaceae). Loài cây này có thể đạt chiều cao từ 30 đến 35 m và đường kính thân lên tới 2-2,5 m.
Trong Phật giáo, cây Sa la không chỉ liên quan đến sự kiện nhập Niết Bàn mà còn gắn liền với sự ra đời của Thích Ca Mâu Ni. Theo truyền thuyết, Hoàng hậu Māyā sinh Siddhartha Gautama khi đang đứng vịn vào cành cây Sa la trong vườn Lâm Tỳ Ni.

## Hiện trạng di tích

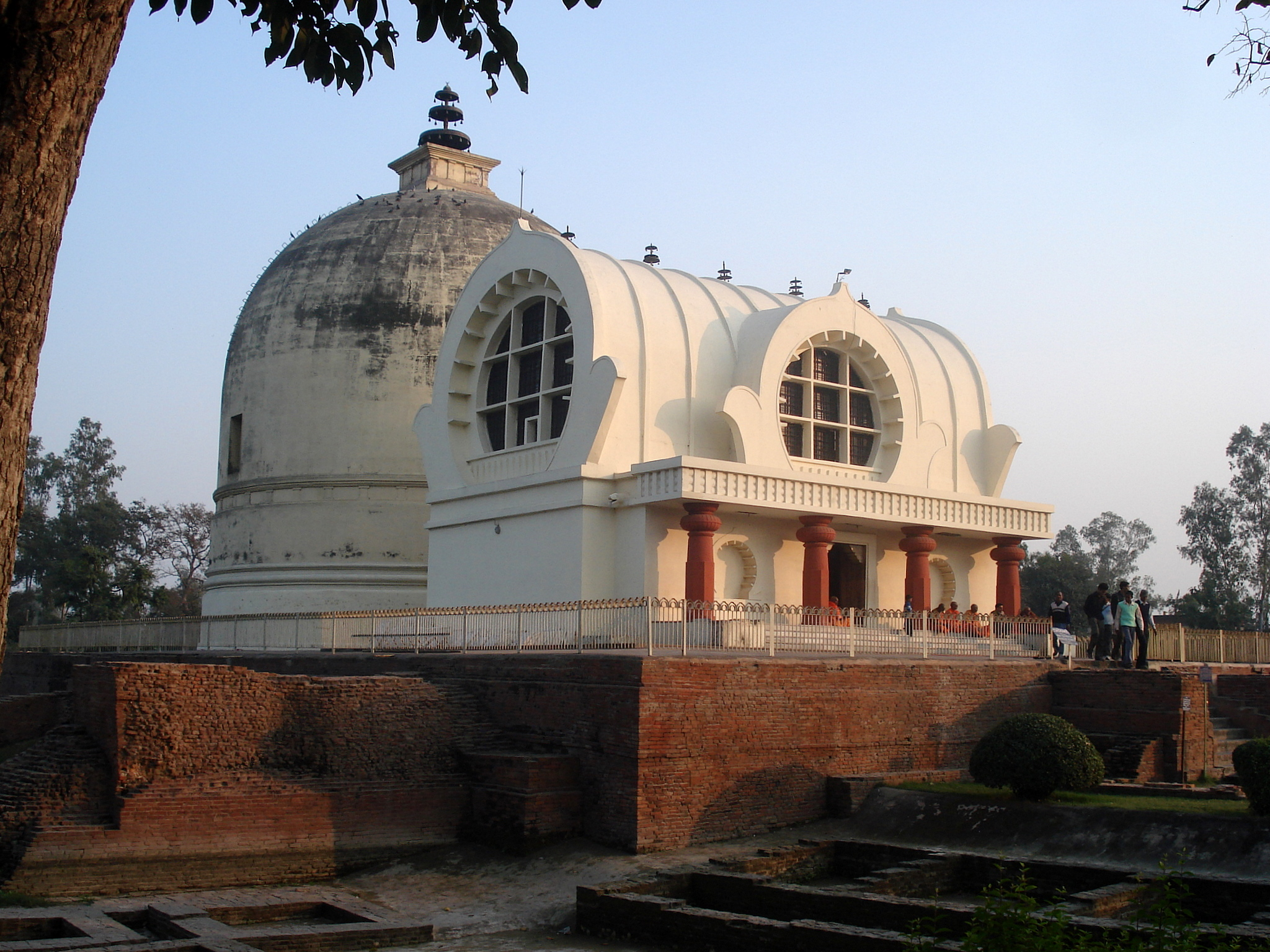
Bảo tháp Parinirvana hay chùa Đại Niết-bàn hiện tại, xây dựng trên nơi Phật nhập niết bàn.

Hiện nay, địa điểm rừng Sa La Song Thọ thuộc khuôn viên một quần thể di tích được quản lý bởi Cục Khảo cổ Ấn Độ. Công trình quan trọng nhất là tháp Niết-bàn (Nirvana Stupa) và chùa Đại Niết-bàn (Mahaparinirvana Temple). Tháp Niết-bàn nguyên là một bảo tháp gạch hình mái vòm được xây từ thời cổ, đường kính nền khoảng hơn 30 m. Hiện được phục dựng cao khoảng 15 m.
Bên cạnh tháp là ngôi chùa Đại Niết-bàn, kiến trúc hiện nay được xây lại vào năm 1956. Bên trong chùa tôn trí pho tượng Phật nhập Niết-bàn dài 6,1 m được tạc từ sa thạch nguyên khối, thể hiện hình ảnh Thích Ca Mâu Ni nằm nghiêng bên phải đầu hướng bắc, mặt hướng tây. Pho tượng này được phát hiện năm 1876 dưới một gò đất và được xác định có niên đại khoảng thế kỷ V.
Cách khu vực tháp Niết-bàn khoảng 1,5 km về phía đông nam là tháp Ramabhar (còn gọi là tháp Trà-tỳ hoặc Angara Stupa) – nơi diễn ra lễ trà-tỳ thi hài Thích Ca Mâu Ni. Tháp Ramabhar hiện chỉ còn là một phế tích gạch hình tròn trên nền nhiều tầng, đánh dấu vị trí hỏa đàn xưa.
Ngoài ra, cách tháp Niết-bàn khoảng 300 m là đền Matha Kuar, nơi tương truyền Thích Ca Mâu Ni thuyết bài pháp cuối cùng trước khi nhập diệt; hiện còn một tượng Phật ngồi bằng đá tại đây có từ thế kỷ V.
Khu vực Kushinagar ngày nay còn có nhiều chùa, tự viện được xây dựng bởi Phật tử các quốc gia (Ấn Độ, Myanmar, Thái Lan, Trung Quốc, Nhật Bản, Sri Lanka, Việt Nam...) cùng một bảo tàng khảo cổ trưng bày các hiện vật tìm thấy tại đây.